# Rite Aid

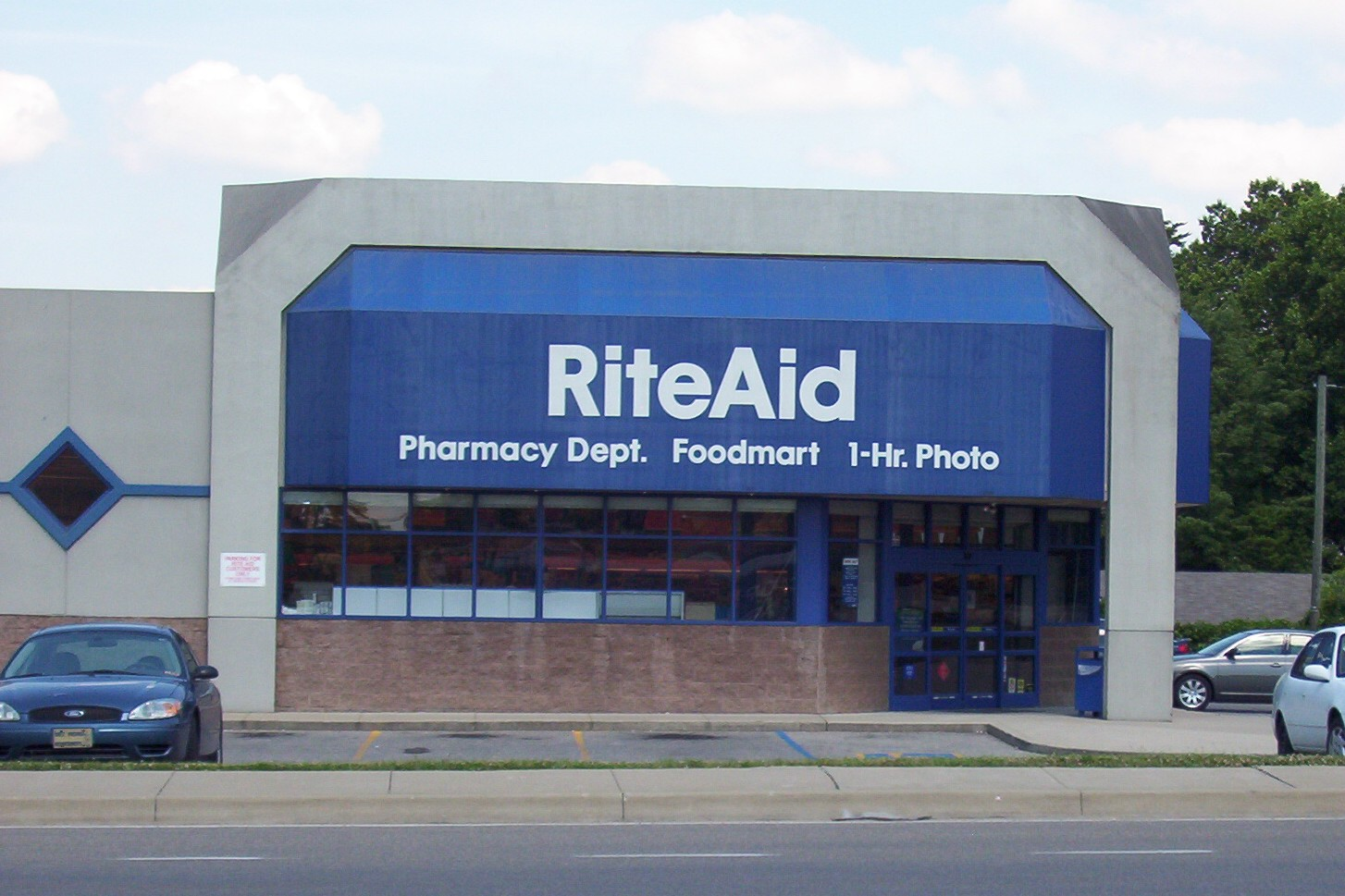
Аптека Rite Aid в Скотт Депо, Западная Виргиния

Rite Aid (произносится Ра́йт Эйд) — американская компания, крупнейшая аптечная сеть на Восточном побережье США и третья по обороту во всей стране.

## Деятельность
По состоянию на 3 марта 2013 года компания управляла 4 623 аптеками на территории 31 штата и в Вашингтоне. В 52 % аптек имелись окна для обслуживания автомобилистов (drive-through), в 47 % имелись отделы компании GNC по продаже витаминов и пищевых добавок. Как правило, в аптеках Rite Aid также продаются периодические издания, косметика и безалкогольные напитки.
Выручка компании за финансовый год, кончившийся 2 марта 2013 года, составила 25,4 млрд долл., чистая прибыль — 118 млн долл.